# Grand Prix Itálie 2021
Grand Prix Itálie 2021 (oficiálně Formula 1 Heineken Gran Premio d'Italia 2021) se jela na okruhu Autodromo Nazionale Monza v Monze v Itálii dne 12. září 2021. Závod byl čtrnáctým v pořadí v sezóně 2021 šampionátu Formule 1.

## Kvalifikace
| Poř.                       | No. | Jezdec             | Konstruktér               | Časy v kvalifikaci | Časy v kvalifikaci | Časy v kvalifikaci | Pořadí na startu |
| Poř.                       | No. | Jezdec             | Konstruktér               | Q1                 | Q2                 | Q3                 | Pořadí na startu |
| -------------------------- | --- | ------------------ | ------------------------- | ------------------ | ------------------ | ------------------ | ---------------- |
| 1                          | 77  | Valtteri Bottas    | Mercedes                  | 1:20.685           | 1:20.032           | 1:19.555           | 1                |
| 2                          | 44  | Lewis Hamilton     | Mercedes                  | 1:20.543           | 1:19.936           | 1:19.651           | 2                |
| 3                          | 33  | Max Verstappen     | Red Bull Racing-Honda     | 1:21.035           | 1:20.229           | 1:19.966           | 3                |
| 4                          | 4   | Lando Norris       | McLaren-Mercedes          | 1:20.916           | 1:20.059           | 1:19.989           | 4                |
| 5                          | 3   | Daniel Ricciardo   | McLaren-Mercedes          | 1:21.292           | 1:20.435           | 1:19.995           | 5                |
| 6                          | 10  | Pierre Gasly       | AlphaTauri-Honda          | 1:21.440           | 1:20.556           | 1:20.260           | 6                |
| 7                          | 55  | Carlos Sainz Jr.   | Ferrari                   | 1:21.118           | 1:20.750           | 1:20.462           | 7                |
| 8                          | 16  | Charles Leclerc    | Ferrari                   | 1:21.219           | 1:20.767           | 1:20.510           | 8                |
| 9                          | 11  | Sergio Pérez       | Red Bull Racing-Honda     | 1:21.308           | 1:20.882           | 1:20.611           | 9                |
| 10                         | 99  | Antonio Giovinazzi | Alfa Romeo Racing-Ferrari | 1:21.197           | 1:20.726           | 1:20.808           | 10               |
| 11                         | 5   | Sebastian Vettel   | Aston Martin-Mercedes     | 1:21.394           | 1:20.913           |                    | 11               |
| 12                         | 18  | Lance Stroll       | Aston Martin-Mercedes     | 1:21.415           | 1:21.020           |                    | 12               |
| 13                         | 14  | Fernando Alonso    | Alpine-Renault            | 1:21.487           | 1:21.069           |                    | 13               |
| 14                         | 31  | Esteban Ocon       | Alpine-Renault            | 1:21.500           | 1:21.103           |                    | 14               |
| 15                         | 63  | George Russell     | Williams-Mercedes         | 1:21.890           | 1:21.392           |                    | 15               |
| 16                         | 6   | Nicholas Latifi    | Williams-Mercedes         | 1:21.925           |                    |                    | 16               |
| 17                         | 22  | Júki Cunoda        | AlphaTauri-Honda          | 1:21.973           |                    |                    | 17               |
| 18                         | 47  | Mick Schumacher    | Haas-Ferrari              | 1:22.248           |                    |                    | 18               |
| 19                         | 88  | Robert Kubica      | Alfa Romeo Racing-Ferrari | 1:22.530           |                    |                    | 19               |
| 20                         | 9   | Nikita Mazepin     | Haas-Ferrari              | 1:22.716           |                    |                    | 20               |
| 107% času vítěze: 1:26.181 |     |                    |                           |                    |                    |                    |                  |
| Zdroj:                     |     |                    |                           |                    |                    |                    |                  |

## Kvalifikační sprint
| Poř.                                                                            | No. | Jezdec             | Konstruktér               | Počet kol | Čas/Odstoupení | Pořadí na startu | Body | Konečné pořadí |
| ------------------------------------------------------------------------------- | --- | ------------------ | ------------------------- | --------- | -------------- | ---------------- | ---- | -------------- |
| 1                                                                               | 77  | Valtteri Bottas    | Mercedes                  | 18        | 27:54.078      | 1                | 3    | 19             |
| 2                                                                               | 33  | Max Verstappen     | Red Bull Racing-Honda     | 18        | +2.325         | 3                | 2    | 1              |
| 3                                                                               | 3   | Daniel Ricciardo   | McLaren-Mercedes          | 18        | +14.534        | 5                | 1    | 2              |
| 4                                                                               | 4   | Lando Norris       | McLaren-Mercedes          | 18        | +18.835        | 4                |      | 3              |
| 5                                                                               | 44  | Lewis Hamilton     | Mercedes                  | 18        | +20.011        | 2                |      | 4              |
| 6                                                                               | 16  | Charles Leclerc    | Ferrari                   | 18        | +23.442        | 8                |      | 5              |
| 7                                                                               | 55  | Carlos Sainz Jr.   | Ferrari                   | 18        | +27.952        | 7                |      | 6              |
| 8                                                                               | 99  | Antonio Giovinazzi | Alfa Romeo Racing-Ferrari | 18        | +31.089        | 10               |      | 7              |
| 9                                                                               | 11  | Sergio Pérez       | Red Bull Racing-Honda     | 18        | +31.680        | 9                |      | 8              |
| 10                                                                              | 18  | Lance Stroll       | Aston Martin-Mercedes     | 18        | +38.671        | 12               |      | 9              |
| 11                                                                              | 14  | Fernando Alonso    | Alpine-Renault            | 18        | +39.795        | 13               |      | 10             |
| 12                                                                              | 5   | Sebastian Vettel   | Aston Martin-Mercedes     | 18        | +41.177        | 11               |      | 11             |
| 13                                                                              | 31  | Esteban Ocon       | Alpine-Renault            | 18        | +43.373        | 14               |      | 12             |
| 14                                                                              | 6   | Nicholas Latifi    | Williams-Mercedes         | 18        | +45.977        | 16               |      | 13             |
| 15                                                                              | 63  | George Russell     | Williams-Mercedes         | 18        | +46.821        | 15               |      | 14             |
| 16                                                                              | 22  | Júki Cunoda        | AlphaTauri-Honda          | 18        | +49.977        | 17               |      | 15             |
| 17                                                                              | 9   | Nikita Mazepin     | Haas-Ferrari              | 18        | +1:02.599      | 20               |      | 16             |
| 18                                                                              | 88  | Robert Kubica      | Alfa Romeo Racing-Ferrari | 18        | +1:05.096      | 19               |      | 17             |
| 19                                                                              | 47  | Mick Schumacher    | Haas-Ferrari              | 18        | +1:06.154      | 18               |      | 18             |
| Ret                                                                             | 10  | Pierre Gasly       | AlphaTauri-Honda          | 0         | Nehoda         | 6                |      | BOX            |
| Nejrychlejší kolo: Max Verstappen (Red Bull Racing-Honda) – 1:23.502 (v kole 9) |     |                    |                           |           |                |                  |      |                |
| Zdroj:                                                                          |     |                    |                           |           |                |                  |      |                |

Poznámky
1. ↑  Valtteri Bottas musel startovat z konce startovního roštu, protože překročil počet povolených pohonných jednotek.
2. ↑  Pierre Gasly obdržel trest posunu o 5 míst vzad za neplánovanou výměnu převodovky. Zároveň musel startovat z konce startovního roštu, protože překročil počet povolených pohonných jednotek. Nakonec, kvůli nové specifikaci úložiště energie, odstartoval z boxové uličky.

## Závod
| Poř.                                                                          | No. | Jezdec             | Konstruktér               | Počet kol | Čas/Odstoupení   | Pořadí na startu | Body |
| ----------------------------------------------------------------------------- | --- | ------------------ | ------------------------- | --------- | ---------------- | ---------------- | ---- |
| 1                                                                             | 3   | Daniel Ricciardo   | McLaren-Mercedes          | 53        | 1:21:54.365      | 2                | 26   |
| 2                                                                             | 4   | Lando Norris       | McLaren-Mercedes          | 53        | +1.747           | 3                | 18   |
| 3                                                                             | 77  | Valtteri Bottas    | Mercedes                  | 53        | +4.921           | 19               | 15   |
| 4                                                                             | 16  | Charles Leclerc    | Ferrari                   | 53        | +7.309           | 5                | 12   |
| 5                                                                             | 11  | Sergio Pérez       | Red Bull Racing-Honda     | 53        | +8.723           | 8                | 10   |
| 6                                                                             | 55  | Carlos Sainz Jr.   | Ferrari                   | 53        | +10.535          | 6                | 8    |
| 7                                                                             | 18  | Lance Stroll       | Aston Martin-Mercedes     | 53        | +15.804          | 9                | 6    |
| 8                                                                             | 14  | Fernando Alonso    | Alpine-Renault            | 53        | +17.201          | 10               | 4    |
| 9                                                                             | 63  | George Russell     | Williams-Mercedes         | 53        | +19.742          | 14               | 2    |
| 10                                                                            | 31  | Esteban Ocon       | Alpine-Renault            | 53        | +20.868          | 12               | 1    |
| 11                                                                            | 6   | Nicholas Latifi    | Williams-Mercedes         | 53        | +23.743          | 13               |      |
| 12                                                                            | 5   | Sebastian Vettel   | Aston Martin-Mercedes     | 53        | +24.621          | 11               |      |
| 13                                                                            | 99  | Antonio Giovinazzi | Alfa Romeo Racing-Ferrari | 53        | +27.216          | 7                |      |
| 14                                                                            | 88  | Robert Kubica      | Alfa Romeo Racing-Ferrari | 53        | +29.769          | 17               |      |
| 15                                                                            | 47  | Mick Schumacher    | Haas-Ferrari              | 53        | +51.088          | 18               |      |
| Ret                                                                           | 9   | Nikita Mazepin     | Haas-Ferrari              | 41        | Pohonná jednotka | 16               |      |
| Ret                                                                           | 44  | Lewis Hamilton     | Mercedes                  | 25        | Kolize           | 4                |      |
| Ret                                                                           | 33  | Max Verstappen     | Red Bull Racing-Honda     | 25        | Kolize           | 1                |      |
| Ret                                                                           | 10  | Pierre Gasly       | AlphaTauri-Honda          | 3         | Zavěšení         | BOX              |      |
| DNS                                                                           | 22  | Júki Cunoda        | AlphaTauri-Honda          | 0         | Brzdy            | —                |      |
| Nejrychlejší kolo: Daniel Ricciardo (McLaren-Mercedes) – 1:24.812 (v kole 53) |     |                    |                           |           |                  |                  |      |
| Zdroj:                                                                        |     |                    |                           |           |                  |                  |      |

Poznámky
1. ↑  Daniel Ricciardo získal jeden bod za zajetí nejrychlejšího kola.
2. ↑  Sergio Pérez obdržel trest přičtení 5 sekund k času v cíli za opuštění trati a získání trvalé výhody.
3. ↑  Júki Cunoda neodstartoval do závodu.

## Průběžné pořadí po závodě
Pohár jezdců
|        | Pořadí | Jezdec          | Body  |
| ------ | ------ | --------------- | ----- |
|        | 1      | Max Verstappen  | 226,5 |
|        | 2      | Lewis Hamilton  | 221,5 |
|        | 3      | Valtteri Bottas | 141   |
|        | 4      | Lando Norris    | 132   |
|        | 5      | Sergio Pérez    | 118   |
| Zdroj: |        |                 |       |

Pohár konstruktérů
|        | Pořadí | Konstruktér      | Body  |
| ------ | ------ | ---------------- | ----- |
|        | 1      | Mercedes         | 362,5 |
|        | 2      | Red Bull-Honda   | 344,5 |
| 1      | 3      | McLaren–Mercedes | 215   |
| 1      | 4      | Ferrari          | 201,5 |
|        | 5      | Alpine–Renault   | 95    |
| Zdroj: |        |                  |       |